# Primera Escola de Viena

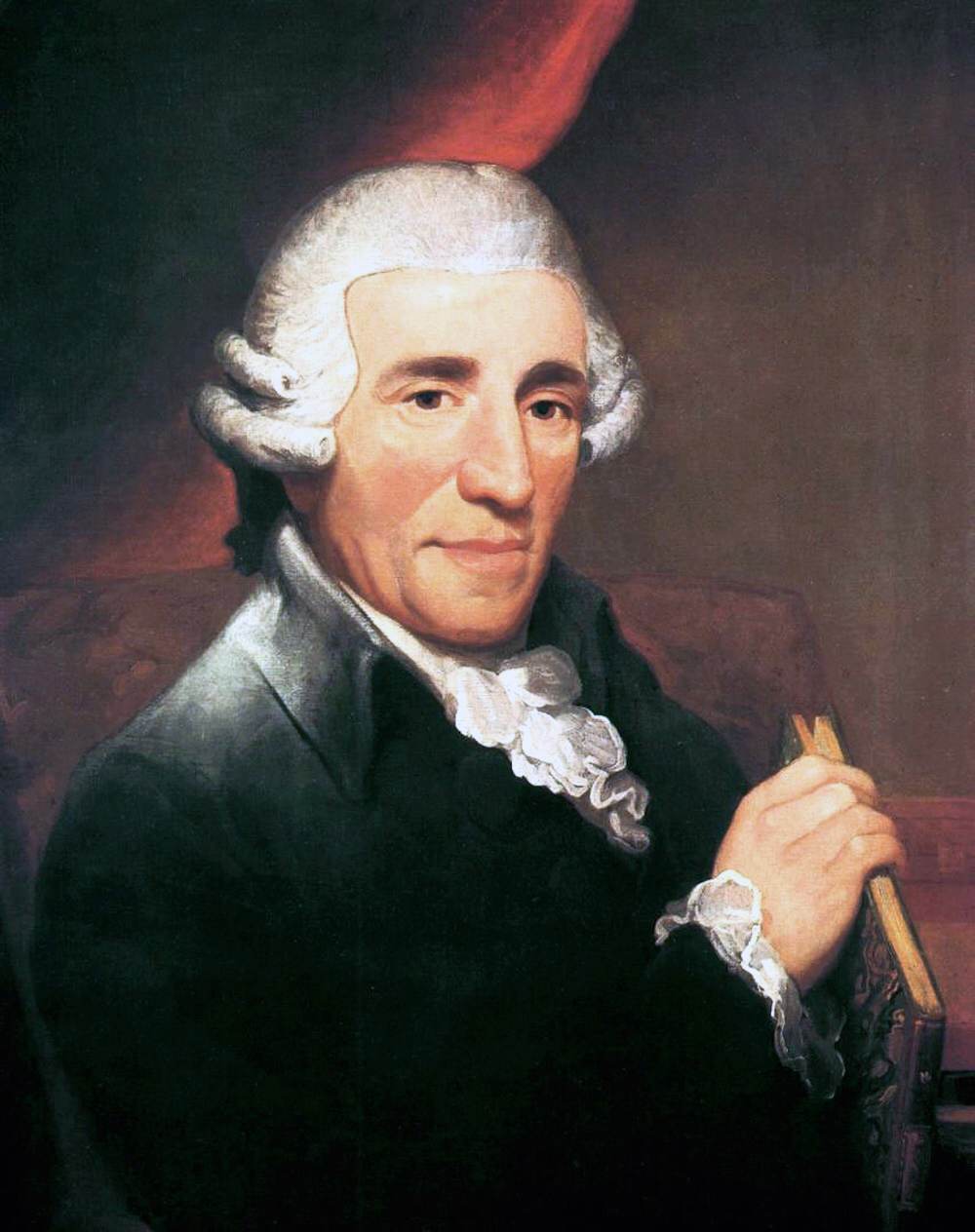
Joseph Haydn (1732-1809)

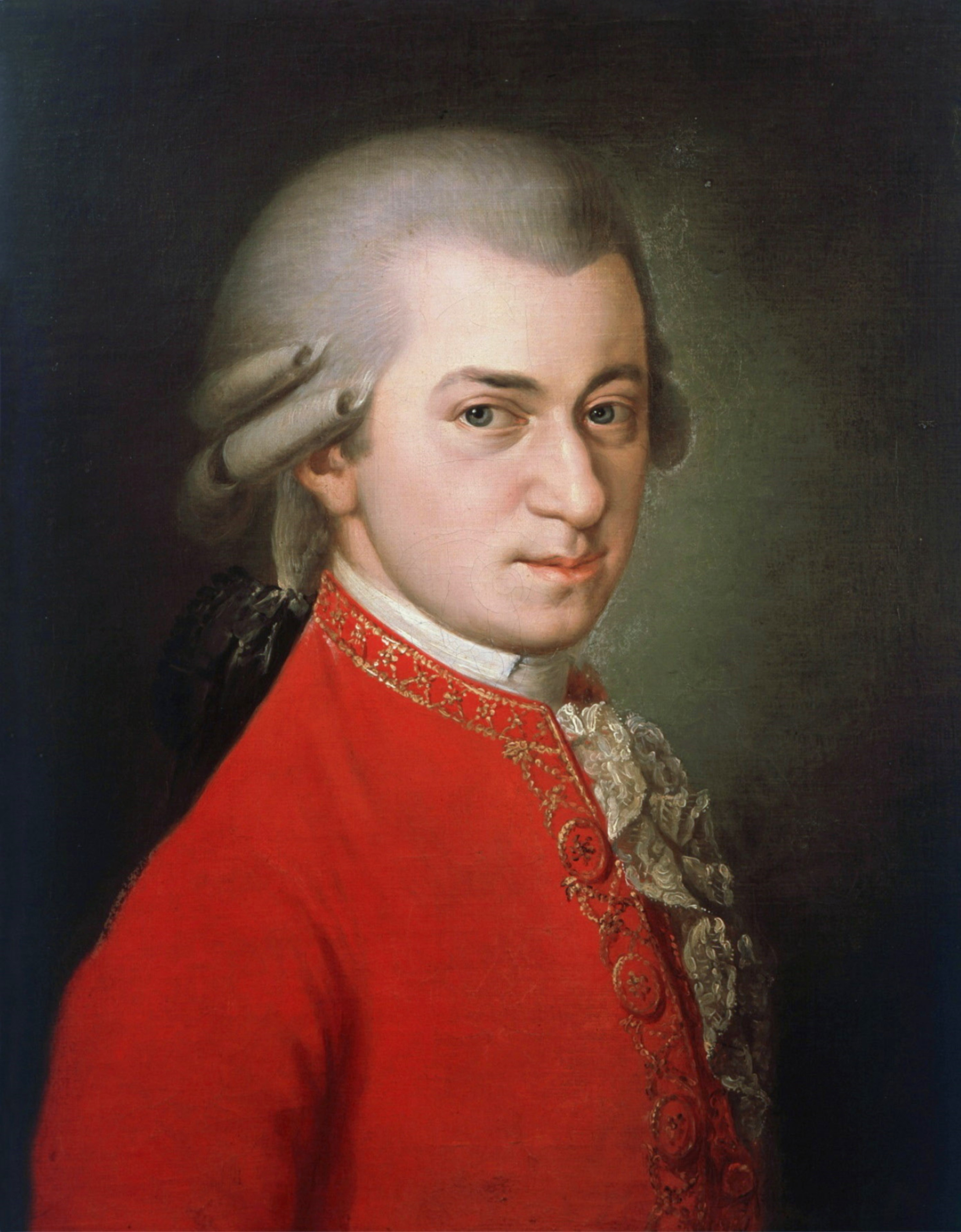
Wolfgang Amadeus Mozart (1756-1791)

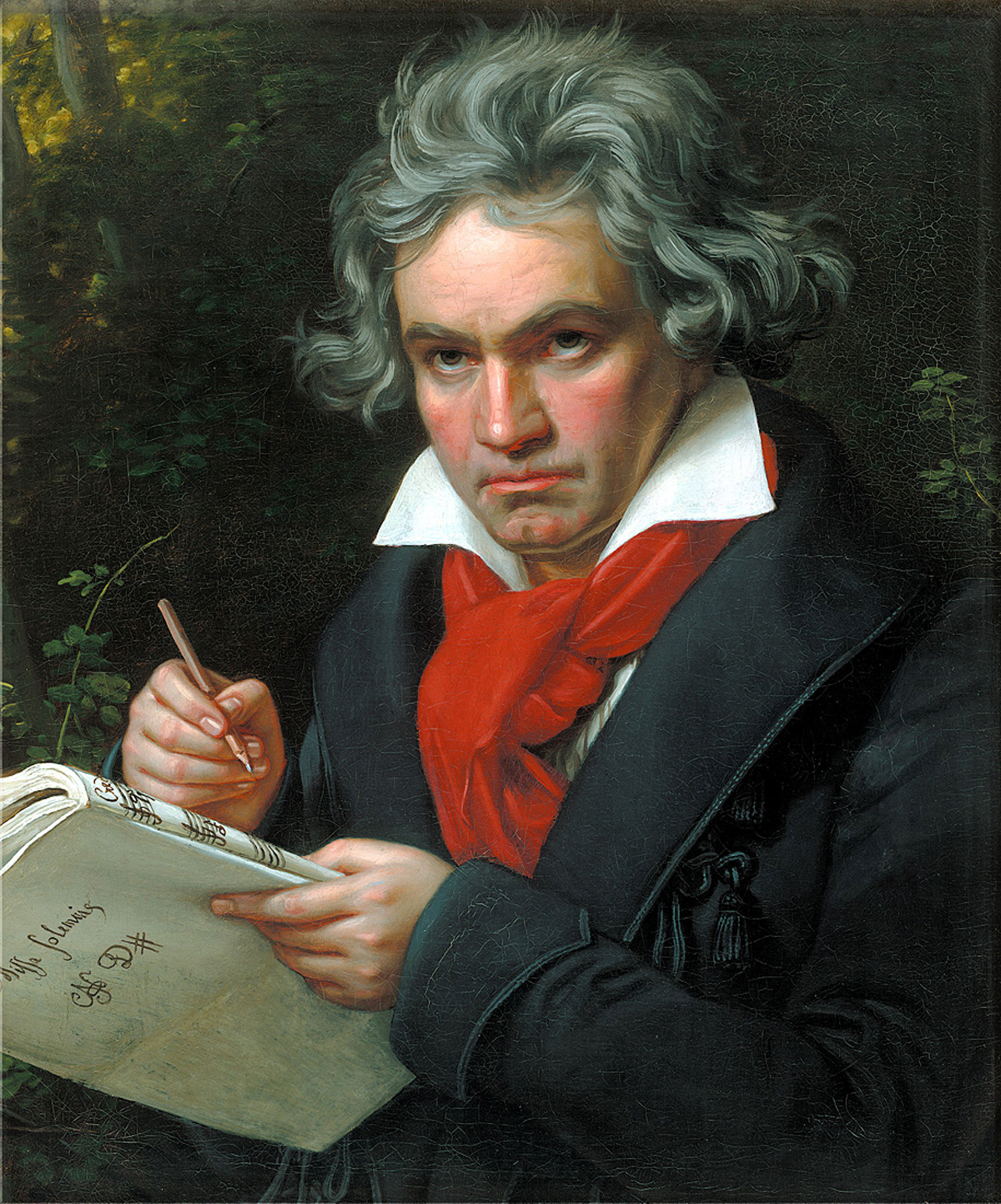
Ludwig van Beethoven (1770-1827)

La Primera Escola de Viena (en alemany Wiener Klassik) és un corrent artístic de la música clàssica europea de la segona meitat del segle xviii. Els autors més destacats que s'inclouen en aquest corrent són Joseph Haydn (1732-1809), Wolfgang Amadeus Mozart (1756-1791) i Ludwig van Beethoven (1770-1827). El terme “Escola de Viena” fou utilitzat per primera vegada pel musicòleg austríac Raphael Georg Kiesewetter el 1834, tot i que en principi només incloïa Haydn i Mozart. Posteriorment, altres historiadors de la musica van acceptar el terme i hi van afegir Beethoven. En algunes ocasions s'ha inclòs Franz Schubert com a part d'aquesta Escola. La designació de Primera Escola de Viena la van crear el grup que es va autodenominar Segona Escola de Viena, integrada per Arnold Schönberg i els seus deixebles, a la primera meitat del segle xx.